# Port lotniczy Ankavandra
Port lotniczy Ankavandra (IATA: JVA, ICAO: FMMK) – port lotniczy położony w Ankavandra, na Madagaskarze.

## Linie lotnicze i połączenia
| Linia Lotnicza | Kierunek        |
| -------------- | --------------- |
| Air Madagascar | 1. Antananarywa |